# Klaus Badelt
Klaus Badelt (Frankfurt am Main, 12 juni 1967) is een Duits componist van filmmuziek.
Na zelf al voor een televisieaflevering een stuk te hebben gecomponeerd, nodigde Oscarwinnaar Hans Zimmer Badelt in 1998 uit om voor zijn bedrijf Media Ventures (vanaf 2003: Remote Control Productions) in Santa Monica te komen werken. Vanaf toen werkte hij mee aan muziek voor verschillende films, zoals The Time Machine en K-19: The Widowmaker. Ook werkte hij samen met andere componisten van Media Ventures, zoals Harry Gregson-Williams en John Powell. Hij schreef ook de muziek voor de sluitingsceremonie van de Olympische Spelen in Peking in 2008.
Badelts bekendste werk tot dusver is de soundtrack van Pirates of the Caribbean: The Curse of the Black Pearl, welke hij samen met enkele andere componisten van Media Ventures componeerde. In 2006 remixte de Nederlandse DJ Tiësto de muziek van deze film tot "He's a Pirate (Tiësto Remix)". Dit nummer behaalde de vijfde plaats in de Nederlandse Top 40.

## Filmografie
| Jaar | Titel                                                                         | Opmerkingen                           |
| ---- | ----------------------------------------------------------------------------- | ------------------------------------- |
| 1998 | Der Eisbär                                                                    | met Henning Lohner                    |
| 2001 | The Pledge                                                                    | met Hans Zimmer                       |
| 2001 | Invincible                                                                    | met Hans Zimmer                       |
| 2001 | Extreme Days                                                                  |                                       |
| 2002 | Teknolust                                                                     | met Mark Tschanz                      |
| 2002 | The Time Machine                                                              |                                       |
| 2002 | K-19: The Widowmaker                                                          |                                       |
| 2002 | Equilibrium                                                                   |                                       |
| 2003 | The Recruit                                                                   |                                       |
| 2003 | Ned Kelly                                                                     | met Bernard Fanning                   |
| 2003 | Basic                                                                         |                                       |
| 2003 | The In-Laws                                                                   | met James S. Levine                   |
| 2003 | Pirates of the Caribbean: The Curse of the Black Pearl                        | met Hans Zimmer (niet op de titelrol) |
| 2003 | Beat the Drum                                                                 | met Ramin Djawadi                     |
| 2004 | Catwoman                                                                      |                                       |
| 2005 | Constantine                                                                   | met Brian Tyler                       |
| 2005 | The Promise                                                                   |                                       |
| 2006 | 16 Blocks                                                                     |                                       |
| 2006 | Ultraviolet                                                                   |                                       |
| 2006 | Poseidon                                                                      |                                       |
| 2006 | Rescue Dawn                                                                   |                                       |
| 2007 | Premonition                                                                   |                                       |
| 2007 | TMNT                                                                          |                                       |
| 2008 | Chasseurs de dragons                                                          |                                       |
| 2008 | Starship Troopers 3: Marauder                                                 |                                       |
| 2008 | The Scorpion King 2: Rise of a Warrior                                        |                                       |
| 2008 | Pour elle                                                                     |                                       |
| 2008 | Killshot                                                                      |                                       |
| 2009 | Solomon Kane                                                                  |                                       |
| 2009 | Le petit Nicolas                                                              |                                       |
| 2010 | Waking Madison                                                                |                                       |
| 2010 | The Floating Shadow                                                           |                                       |
| 2010 | Profession: Heartbreaker                                                      |                                       |
| 2010 | The Extra Man                                                                 |                                       |
| 2010 | L'immortel                                                                    |                                       |
| 2010 | Shanghai                                                                      |                                       |
| 2010 | À bout portant                                                                |                                       |
| 2010 | Entrelobos                                                                    |                                       |
| 2010 | Je n'ai rien oublié                                                           |                                       |
| 2010 | Dylan Dog: Dead of Night                                                      |                                       |
| 2011 | The Prodigies                                                                 |                                       |
| 2011 | Seven Days in Utopia                                                          |                                       |
| 2011 | The Oranges                                                                   |                                       |
| 2011 | L'ordre et la morale                                                          |                                       |
| 2011 | La guerre des bouton                                                          |                                       |
| 2012 | 30° couleur                                                                   |                                       |
| 2012 | Shanghai Calling                                                              |                                       |
| 2012 | Asterix & Obelix: On Her Majesty's Service (Asterix en Obelix bij de Britten) |                                       |
| 2012 | Un Plan Parfait                                                               |                                       |
| 2014 | Supercondriaque                                                               |                                       |
| 2014 | Le père Noël                                                                  |                                       |
| 2015 | Queen of the Desert                                                           |                                       |
| 2016 | Radin!                                                                        |                                       |
| 2016 | Ballerina                                                                     |                                       |
| 2016 | Warrior's Gate                                                                |                                       |
| 2017 | Legend of the Demon Cat                                                       | met Misha Segal                       |

## Overige producties

### Computerspellen
| Jaar | Titel                  | Opmerkingen           |
| ---- | ---------------------- | --------------------- |
| 2011 | MotorStorm: Apocalypse |                       |
| 2019 | Galaxy Mobile          | met Anne Kathrin Dern |

### Televisiefilms
| Jaar | Titel                                       | Opmerkingen |
| ---- | ------------------------------------------- | ----------- |
| 2008 | Die Jagd nach dem Schatz der Nibelungen     |             |
| 2010 | Die Jagd nach der heiligen Lanze            |             |
| 2011 | Marco W. - 247 Tage im türkischen Gefängnis |             |

### Televisieseries
| Jaar | Titel                   | Opmerkingen     |
| ---- | ----------------------- | --------------- |
| 2010 | Ein Haus voller Töchter |                 |
| 2013 | Lanfeust Quest          | met Mark Yaeger |
| 2014 | Halo: Nightfall         |                 |

### Documentaires
| Jaar | Titel                              | Opmerkingen |
| ---- | ---------------------------------- | ----------- |
| 2007 | Skid Row                           |             |
| 2010 | Happy People: A Year in the Taiga  |             |
| 2011 | Tatort Ausland - Mörderische Reise |             |

### Additionele muziek
Badelt heeft ook een kleine bijdrage gecomponeerd voor andere componisten bij de films:
| Jaar | Titel                                        | Opmerkingen                      |
| ---- | -------------------------------------------- | -------------------------------- |
| 1998 | The Prince of Egypt                          | voor Hans Zimmer                 |
| 1998 | The Thin Red Line                            | voor Hans Zimmer                 |
| 1999 | Chill Factor                                 | voor Hans Zimmer en John Powell  |
| 2000 | The Road to El Dorado                        | voor Hans Zimmer en John Powell  |
| 2000 | Gladiator                                    | voor Hans Zimmer en Lisa Gerrard |
| 2000 | Mission: Impossible II                       | voor Hans Zimmer                 |
| 2001 | Hannibal                                     | voor Hans Zimmer                 |
| 2001 | Pearl Harbor                                 | voor Hans Zimmer                 |
| 2004 | Wimbledon                                    | voor Edward Shearmur             |
| 2006 | Miami Vice                                   | voor John Murphy                 |
| 2009 | Hexe Lilli: Der Drache und das Magische Buch | voor Ian Honeyman                |
| 2011 | Hexe Lilli: Die Reise Nach Mandolan          | voor Ian Honeyman                |
| 2017 | Hexe Lillis eingesacktes Weihnachtsfest      | voor Anne-Kathrin Dern           |

## Hitlijsten

### Albums
| Album met eventuele hitnotering(en) in de Nederlandse Album Top 100 | Datum van verschijnen | Datum van binnenkomst | Hoogste positie | Aantal weken | Opmerkingen                  |
| ------------------------------------------------------------------- | --------------------- | --------------------- | --------------- | ------------ | ---------------------------- |
| Pirates of the Caribbean: The Curse of the Black Pearl              | 2003                  | 06-09-2003            | 69              | 5            | met Hans Zimmer / soundtrack |

| Album met hitnotering(en) in de Vlaamse Ultratop 200 albums | Datum van verschijnen | Datum van binnenkomst | Hoogste positie | Aantal weken | Opmerkingen |
| ----------------------------------------------------------- | --------------------- | --------------------- | --------------- | ------------ | ----------- |
| Ballerina                                                   | 2016                  | 22-04-2017            | 188             | 1            | soundtrack  |

### Singles
| Single met eventuele hitnotering(en) in de Nederlandse Top 40 | Datum van verschijnen | Datum van binnenkomst | Hoogste positie | Aantal weken | Opmerkingen             |
| ------------------------------------------------------------- | --------------------- | --------------------- | --------------- | ------------ | ----------------------- |
| He's a Pirate (Tiësto Remix)                                  | 2006                  | 15-7-2006             | 5               | 17           | Dancesmash op Radio 538 |

| Single met hitnotering(en) in de Vlaamse Ultratop 50 | Datum van verschijnen | Datum van binnenkomst | Hoogste positie | Aantal weken | Opmerkingen |
| ---------------------------------------------------- | --------------------- | --------------------- | --------------- | ------------ | ----------- |
| He's a Pirate (Tiësto Remix)                         | 2006                  | 29-07-2006            | 10              | 21           |             |